# آزاد (مغني راب)
آزاد (بالألمانية: Azad)‏ (بلكردية: Azad)، ولد بسنندج بإيران، سنة 1974، مغني راب ألماني من أصل كردي.
يقيم حاليا بمدينة فرانكفورت
أزاد يعتبر من أشهر مغنين راب في ألمانيا.

## حياته الفنية
بعد قدومه إلى ألمانيا كلاجئ في عمر العشر سنوات. دخل عالم الراب الغرافيتي، ففي عام 1988 إنظم إلى D-Flame وA-Bomb وCombad في فرقة Cold-N-Locco، والتي تم تغيير اسمها إلى أسياتيك واريورز Asiatic Warriors سنة 1990 والتي تمزج في غناءها بين الألمانية والإنجليزية والكردية. حققت الفرقة نجاحا كبيرا. ويعتبر آزاد من أشهر مغنين راب في ألمانيا.
من أشهر أغانيه "Ich Glaub an Dich"  بمشاركة المغني الألماني من أصل مصري-تونسي عادل طويل واستعمل في المسلسل التلفزيوني الشيق Prison Break. ووصلت الأغنية إلى قمة قائمة الأغاني الأكثر مبيعا في ألمانيا.

## ألبومات
- 2001 : Leben
- 2003 : Faust des Nordwestens
- 2004 : Der Bozz
- 2005: One
- 2006 : Game Over
- 2007 : Blockschrift
- 2009 :Azphalt Inferno
- 2009 : Assassin
- 2010 : Azphalt Inferno II

## روابط خارجية
- آزاد على موقع ميوزك برينز (الإنجليزية)
- آزاد على موقع ديسكوغز (الإنجليزية)
- آزاد على موقع ديسكوغز (الإنجليزية)

1. ↑  ملف استنادي دولي افتراضي (باللغات المتعددة), دبلن: مركز المكتبة الرقمية على الإنترنت, OCLC:609410106, QID:Q54919